# Misunderstood (chanson de Bon Jovi)
Singles de Bon Jovi
Everyday
(2002) All About Lovin' You
(2003)
Clip vidéo
[vidéo] « Misunderstood », sur YouTube
Misunderstood est une chanson du groupe de rock américain Bon Jovi extraite de leur huitième album studio, Bounce, paru le 8 octobre 2002.
Le 30 novembre 2002 la chanson a été publiée en single. C'était le deuxième single tiré de cet album.
Au Royaume-Uni, le single a débuté à la 21e position du classement national (dans la semaine du 15 au 21 décembre).
Aux États-Unis, la chanson a atteint seulement la 106e place (la 6e place du Bubbling Under Hot 100 de Billboard).
La chanson a été nommée pour le Grammy de la meilleure prestation vocale pop d'un duo ou groupe. (Voir : 46e cérémonie des Grammy Awards.)